# Post 5 km
Post 5 km (ros. Пост 5 км) – przystanek kolejowy w miejscowości Petersburg, w Rosji. Położony jest na linii Petersburg - Moskwa.